# Věra Inberová
Věra Michajlovna Inberová (rusky Ве́ра Миха́йловна И́нбер, 10. července 1890 Oděsa – 11. listopadu 1972 Moskva) byla ruská spisovatelka a novinářka.
Pocházela z vzdělané židovské rodiny; její otec Mojsej Šlencer byl majitelem nakladatelství a bratrancem Lva Davidoviče Trockého, matka byla učitelka. Inberová začala přispívat do novin v roce 1910 a první básnickou sbírku vydala v roce 1912. Před první světovou válkou žila ve Francii a Švýcarsku. Po revoluci se usadila v Moskvě, ve dvacátých letech se hlásila k programu konstruktivismu a podílela se na tvorbě kolektivního románu Velké požáry. V roce 1934 byla spoluautorkou oslavné knihy o stavbě Bělomořsko-baltského kanálu.
Za druhé světové války žila v Leningradě a blokádu města popsala v knize Téměř tři roky, za kterou získala v roce 1946 Stalinovu cenu. K jejím nejznámějším dílům patří autobiografie Když jsem byla maličká, poéma „Pulkovský poledník“ a text k písni „Dívenka z Nagasaki“. Publikovala divadelní skeče, dětské knihy i cestopisy, překládala do ruštiny díla Tarase Ševčenka, Paula Éluarda nebo Sándora Petöfiho.
Od roku 1943 byla členkou Komunistické strany Sovětského svazu.
Byla třikrát vdaná – za novináře Natana Inbera, chemika Alexandra Frumkina a lékaře Ilju Strašuna. Její dcerou byla spisovatelka Žanna Gauznerová.

## České překlady
- Smrt Luny a jiné povídky. Ottovo nakladatelství 1941
- Téměř tři roky. Nakladatelské družstvo Máje 1946
- Místo na slunci a Leningradský deník. Mír 1950
- Výbor z veršů. Svět sovětů 1950
- Když jsem byla maličká. Státní nakladatelství dětské knihy 1957